# Mohendžodaro
Mohendžodaro (Pahorek mrtvých, sindhsky موهن جو دڙو‎) bylo starověké město ležící asi 600 km od Harappy jihozápadním směrem, rozkládající se na břehu řeky Indu o rozměrech asi 250 hektarů. Není to však jediné naleziště pozůstatků harappské kultury z let 3000 a 1500 př. n. l. Počet podobných sídlišť se blíží ke stovce a to v území od Rúparu po Lóthal. V současné době se nachází v pákistánské provincii Sindh. Dalšími městy harappské civilizace byly Amri, Kalimangan a přístav Lóthal.
Město bylo opuštěno okolo roku 1900 př. n. l. a bylo objeveno v roce 1922 indickým archeologem Rakhaldas Bandyopadhyayem. Rozsáhlé vykopávky byly učiněny až ve 20. století pod vedením anglického archeologa Johna Marshalla.
Pro svou mimořádnou historickou hodnotu byla celá oblast v roce 1980 zapsána do seznamu světového dědictví UNESCO.

## Etymologie
Původní jméno města je neznámé. Na základě analýzy pečeti města Mohendžodaro spekuloval indický vědec Iravatham Mahadevan, že původní jméno města mohlo být Kukkutarma (ve významu „město kohouta“). Zdá se, že kohoutí zápasy pro město mívaly rituální a náboženský význam, domestikovaná drůbež se chovala pro posvátné účely a ne jako zdroj potravy. Mohendžodaro bývalo také místem, ze kterého se domestikovaná drůbež rozšířila do celého světa.
Mohendžodaro, což je moderní jméno místa, bylo různě interpretováno jako „mohyla mrtvých“ v sindštině či jako „mohyla Mohana“ (kde Mohan znamená Krišna).

## Popis města

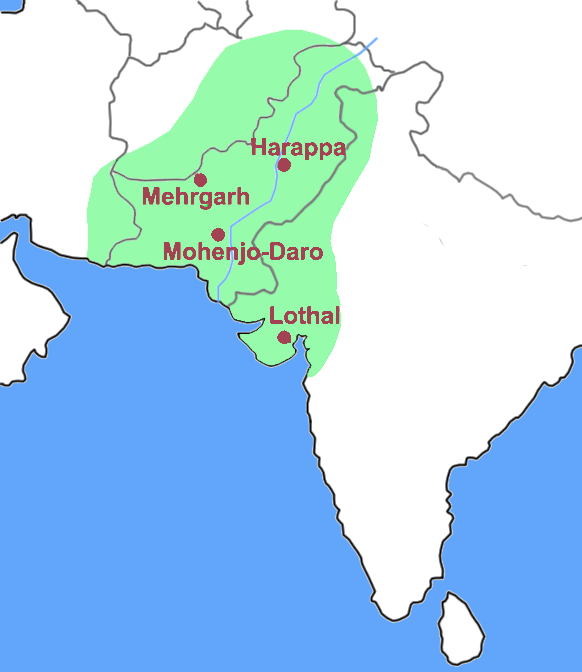
Poloha Mohendžodara v údolí řeky Indus

Zajímavým rysem těchto sídlišť je plánovitost a vysoká civilizační úroveň. Mohendžodaro má rovnoběžné hlavní třídy, protínající se v pravém úhlu o šířce až 10 metrů. Domy jsou vybudovány z pálených cihel, mají vnitřní dvorky s ohništi a studnami a většinou jsou dvou či vícepatrové. Do dvora vedla velká okna, do ulice pouze větrací otvory. Dále jsou vybaveny koupelnami a splachovací záchody mají odtok do krytých kanálů pod ulicemi. Tudíž můžeme říct, že se jedná o nejdokonalejší systém udržování čistoty starověkých kultur Předního východu. Město obklopovalo úrodné území a díky své poloze mohlo ovládat i říční obchod.
Mohendžodaru vévodí citadela. Je postavena na hliněném návrší o výšce 16 metrů a rozměrech 200x400 metrů. Centrum citadely tvoří komplex velkých lázní – bazén s dlážděným dnem, který je obklopen místnostmi. Zřejmě zde lázně sloužily kultovním účelům. Ve městě nenajdeme paláce ani chrámy. Další promyšlenou stavbou je sýpka se systémem větrání uskladněného zrní a nakládacími rampami.

### Umístění
Mohendžodaro se nachází západně od řeky Indus v okrese Larkana, Sindh, Pákistán. Zaujímá centrální polohu mezi řekami Indus a Ghaggar-Hakra. Leží v hřebenu, který má původ v Pleistocénu, uprostřed záplavové planiny údolí řeky Indus, asi 28 km od města Larkana. Hřeben měl význam v dobách kultury poříčí Indu, protože díky němu mělo město vyvýšenou polohu nad okolní záplavou; opakované záplavy však zanesly většinu hřebene sprašovými usazeninami. Řeka Indus stále teče na východní straně města, ale koryto řeky Ghaggar-Hakra na západní straně je nyní vyschlé.

### Architektura a městská infrastruktura
Mohendžodaro mělo předem plánovaný půdorys s pravoúhlými budovami uspořádanými do šachovnicovitého schématu. Většina budov byla postavena z pálených cihel spojovaných maltou; v některých stavbách byly použity nepálené cihly sušené na slunci a dřevěné nástavby. Zastavěná plocha města se odhaduje na 300 hektarů. Oxfordská příručka měst světa nabízí „opatrný“ odhad maximálního počtu obyvatel okolo 40000 lidí.
Obrovská velikost města a to, že je vybavené veřejnými budovami a zařízeními, naznačuje vysoký stupeň sociální organizace. Město bylo rozděleno do dvou částí, na tzv. Citadelu a tzv. „dolní město“. Citadela – mohyla z nepálených cihel vysoká asi 12 metrů – podporovala veřejné lázně, velké obytné struktury, kde bylo ubytováno asi 5000 obyvatel a dvě velké shromažďovací haly. Město mělo centrální trh s velkou centrální studnou. Jednotlivé domácnosti nebo skupiny domácností získávaly vodu z menších studen. Odpadní voda byla sváděna do krytých kanálů, které byly vedeny podél hlavních ulic. Některé domy, pravděpodobně domy  předních občanů, zahrnovaly místnosti, které byly pravděpodobně určené jako koupelny, a jedna budova měla podpodlažní vytápění (známé též jako hypokaust), pravděpodobně určené pro vyhřívání lázně. Většina domů měla vnitřní dvorek a dveře, které se otevíraly do bočních uliček. Některé budovy měly dvě poschodí. 

#### Hlavní budovy
V roce 1950 Sir Mortimer Wheeler identifikoval v Mohendžodaru jednu velkou budovu, známou jako „Velká sýpka“. Některé příčky v masivní dřevěné nástavbě vypadaly jako sila pro uskladnění obilí; byly vybaveny i ventilačními průduchy, aby se obilí sušilo. Podle Wheelera svážely vozy obilí z venkova a vysypávaly je přímo do těchto skladovacích sil. Avšak Jonathan Mark Kenoyer poukázal na naprostý nedostatek důkazů o přítomností obilí v této „sýpce“ a argumentoval, že by bylo vhodnější mluvit o „velké hale“ s neznámou funkcí. Poblíž této „Velké sýpky“ jsou velké a vypracované veřejné lázně, někdy také nazývané „Velké lázně“. Z krytého nádvoří vedly schody dolů do bazénu, který byl postaven z cihel a utěsněn asfaltem. Bazén měřil 12 metrů na délku a 7 metrů na šířku, jeho hloubka byla 2,4 metru. Je možné, že byl používán pro rituální očistu. Mezi další velké budovy se řadí „sloupová hala“, o které se soudí, že byla určena ke shromažďování lidí, a tzv. „univerzitní hala“, což je komplex 78 místnosti, o které se soudí, že byl sídlem kněží. 

#### Opevnění
Mohendžodaro nemělo žádné městské hradby, ale bylo opevněno strážními věžemi na západ od hlavního sídla a obrannou pevností na jihu. Když vezmeme v úvahu tato opevnění a strukturu dalších velkých měst poříčí Indu, jako je např. Harappa, můžeme postulovat, že Mohendžodaro bylo administrativním centrem. Jak Harappa, tak i Mohendžodaro mají přibližně stejný architektonický plán a obecně se nejednalo o silně opevněná města, na rozdíl od jiných měst poříčí Indu. Z identických městských plánů je patrné, že všechna města poříčí Indu podléhala nějaké politické nebo administrativní centrální moci, ale rozsah a funkce administrativního centra zůstává nejasná.

## Umění

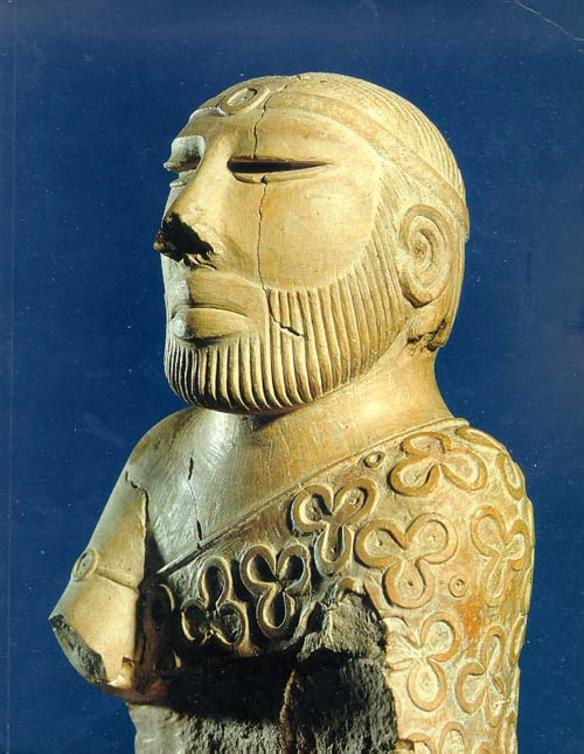
Soška

Zdatnost obyvatel dokládají i nástroje, nářadí, keramika a dětské hračky, které se během dlouhého časového období téměř nezměnily. Všechno působí dojmem ustrnutí na jednom dosaženém vysokém standardu a tradičním způsobu práce. Příklad: ve všech vrstvách vývoje města odhalených archeology nacházíme tentýž typ sekery s čepelí přivázanou k topůrku. Avšak zdejší lidé museli znát i praktičtější nástroje.
Můžeme zde najít i zbytky barvených textilií a drobných sošek. Jedná se o ženskou postavu, snad bohyni Matku. Naopak zbraně se zde objevují jen v pozoruhodně malém množství. Nasvědčuje to tomu, že se zde nevedly války.
Důkazů o výtvarném umění se však dochovalo velmi málo. Pouze tucet menších skulptur – hlavně byst mužských postav ve zdobeném rouchu a figurka tanečnice.
Keramika zde byla nalezena v hojném množství, ať už dekorativní nebo bez ozdob. Dále výroba šperků ze zlata , stříbra, mědi, polodrahokamů a perloviny.

### Zajímavé artefakty
Mezi četné předměty nalezené při vykopávkách patří sedící a stojící figury, měděné a kamenné nástroje, vyřezávaná pečetidla, dvouramenné váhy a závaží, jaspisové klenoty a hračky pro děti. Mnoho důležitých předmětů z Mohendžodara je uloženo v Indickém národním muzeu v Delhi a v Pákistánském národním muzeu v Karáčí. V roce 1939 byla reprezentativní kolekce artefaktů nalezených při vykopávkách převezena generálním ředitelem Archeologického průzkumu Indie do Britského muzea. 

#### Tančící dívka
Bronzová soška přezdívaná „Tančící dívky“ („Dancing Girl“), vysoká 10,5 centimetru a stará asi 4500 let byla nalezena v oblasti „HR“ v Mohendžodaru v roce 1926. V roce 1973 ji britský archeolog Mortimer Wheeler popsal jako svoji nejoblíbenější sošku:
„Zdá se, že jí je asi patnáct let, ale stojí tam jen s náramky po celé délce paže, jinak je nahá. Z té dívky vyzařuje důvěra v sebe samu a ve svět. Myslím, že na celém světe jí nic není rovno.“
John Marshall, další z archeologů věnujících se Mohendžodaru, popsal tuto figurku jako „mladou dívku s jednou rukou v bok, v napůl vyzývavém postoji, nohy mírně vpřed jako kdyby rukama a nohama udávala rytmus hudby“. Archeolog Gregory Possehl o této sošce řekl: „Nemůžeme si být jisti, že to byla tanečnice, ale byla dobrá v tom, co dělala a věděla to.“ Tato soška vedla k důležitým objevům ohledně celé této civilizace: zaprvé, znali mísení kovů, slévání a další sofistikované metody práce s rudou; zadruhé, součástí kultury byla zábava, především tanec.

#### Kněz-král
V roce 1927 byla v budově s neobvykle ornamentálními cihlami a výklenky ve stěnách nalezena mastková soška sedící mužské postavy. I když nejsou žádné důkazy o tom, že se jednalo o kněze či vládce Mohendžodara, archeologové této sošce dali přezdívku „kněz-král“ („Priest-King“). Soška je 17,5 centimetru vysoká a ukazuje muže s upraveným plnovousem, propíchnutými ušními lalůčky a čelenkou na hlavě, možná je jedná o pozůstatek kdysi vypracovaného účesu. Vlasy má sčesané dozadu. Na sobě má náramek a plášť s vyvrtanými trojlistovými motivy, motivy jednoduchého nebo dvojitého kruhu, které nesou stopy červené barvy. Je možné, že oči byly původně vykládané. 

#### Pečeť Pašupati
Pečeť nalezená na místě vykopávek nese vyobrazení sedící postavy se zkříženýma nohama obklopené zvířaty (v sanskrtu pašu). Postava byla některými vědci interpretována jako jogín, jinými jako tříhlavý „proto-Šiva“ nebo „král zvířat“. 

#### Sedmipramenný náhrdelník
Stáří tohoto artefaktu, který obzvláště fascinoval Sira Mortimera Wheelera, je odhadováno na minimálně 4500 let. Náhrdelník má sponu v tvaru „S“ se sedmi prameny, každý je dlouhý přes 4 stopy (1,2 m). Prameny jsou vyrobené z bronzových perličkovitých nuggetů, které spojují každé rameno „S“ filigránským provedením. Každý pramen má mezi 220 a 230 mnohofasetových nuggetů, celkově bylo použito asi 1600 nuggetů. Náhrdelník váží celkem asi 250 gramů. V současné době se nalézá v soukromé sbírce v Indii.

## Historie
Město podle velikosti vykopávek pojalo 30–100 tisíc obyvatel.
Město provozovalo obchod s oblastmi Mezopotámie a našly se zde produkty harappské kultury – pečetní destičky s reliéfními obrázky a textem v neznámém písmu, které se dodnes nepodařilo rozluštit.
Záhadou zůstává organizace říší harappské kultury, společenský systém a náboženství. Z některých náznaků se lze jen dohadovat, že snad šlo o nějakou formu teokracie. V zemi byl zřejmě rozšířen kult bohyně Matky a velká vodní nádrž uvnitř citadely dosvědčuje důraz kladený na rituální čistotu. Vyobrazení mužské postavy na pečetidlech, které dali vědci jméno Proto-šiva, je pravděpodobně předchůdcem hinduistického boha Šivy. I další obrázky na pečetích lze spojit s pozdějším hinduismem.
Zánik této vyspělé kultury je také neznámý. Kostry s rozseknutými lebkami však mohou svědčit o násilném dobytí města. To zmizelo z mapy světa kolem poloviny 2. tisíciletí př. n. l. a na jeho místě se usadili nomádští árijští přistěhovalci. Svou roli však mohly sehrát i přírodní katastrofy nebo změna řečiště Indu. Řeka dnes totiž teče daleko od Mohenžodara, které dřív stálo na jejím břehu.
Období harappské kultury považujeme v Indické historii za etapu protohistorie. Není však možné určit zda měla tato kultura vliv na další průběh Indické historie.

### Historický kontext
Mohendžodaro bylo postaveno ve 26. století př. n. l. Bylo to jedno z největších měst kultury poříčí Indu, které se také říká harappská kultura a která se vyvinula okolo roku 3000 př. n. l. z prehistorické kultury řeky Indu. V době svého největšího rozkvětu zahrnovala kultury poříčí Indu téměř celé území dnešního Pákistánu a severní Indie, západně se rozpínala až k íránským hranicím, jižně do státu Gujarat v Indii a severovýchodně až do Bakrtie, s významnými městskými sídly Harappa, Mohendžodaro, Lothal, Kalibangan, Dholavira a Rakhigarhi. Mohendžodaro bylo ve své době nejrozvinutější město s pozoruhodně pokročilým stavebnictvím a plánováním města. Město bylo opuštěno po náhlém úpadku kultury poříčí Indu okolo roku 1900 př. n. l.

### Znovuobjevení a vykopávky
Ruiny města zůstaly nezdokumentovány po dobu asi 3700 let, dokud místo v letech 1919–1920 nenavštívil R. D. Banerji, úředník Archeologického průzkumu Indie. Zde identifikoval buddhistickou stúpu (r. 150–500 n. l.), o které se vědělo, že zde stojí. Našel přitom pazourkový škrabák, který jej přesvědčil o starobylosti místa. To vedlo k rozsáhlým vykopávkám v Mohenžodaru, vedeným Kashinathem Narayanem Dikshitem v letech 1924–1925 a Johnem Marshallem v letech 1925–1926. Ve 30. letech byly na místě prováděny rozsáhlé vykopávky pod vedením J. Marshalla, D. K. Dikshitara a Ernesta Mackaye. Další vykopávky byly prováděny v roce 1945 Mortimerem Wheelerem a jeho studentem Ahmadem Hasanem Dani. Poslední větší sérii vykopávek prováděl v letech 1964 a 1965 Dr. George F. Dales. Po roce 1965 byly vykopávky na místě zakázány z důvodu poškozování odkrytých struktur erozí a byly povolovány pouze záchranné vykopávky, průzkum povrchu a konzervátorské projekty. Nicméně v 80. letech použila německá a italská skupina pod vedením Dr. Michaela Jansena a Dr. Marizia Tosiho méně invazivní archeologické metody, jako např. architekturální dokumentaci, povrchový průzkum a lokalizační sondy, aby získali o Mohendžodaru více informací. V roce 2015 prováděl Pákistánský národní fond pro Mohendžodaro suché jádrové vrtání, které prokázalo, že oblast je větší, než je dnešní odkrytá plocha.